# Сан-Томе (Риу-Гранди-ду-Норти)
Сан-Томе (порт. São Tomé)  —  муниципалитет в Бразилии, входит в штат Риу-Гранди-ду-Норти. Составная часть мезорегиона Сельскохозяйственный район штата Риу-Гранди-ду-Норти. Входит в экономико-статистический  микрорегион Борборема-Потигуар. Население составляет 10 305 человек на 2006 год. Занимает площадь 862,577 км². Плотность населения — 11,9 чел./км².

## Статистика
- Валовой внутренний продукт на 2003 год составляет 20 721 160,00 реалов (данные: Бразильский институт географии и статистики).
- Валовой внутренний продукт на душу населения на 2003 год составляет 1967,64 реалов (данные: Бразильский институт географии и статистики).
- Индекс развития человеческого потенциала на 2000 год составляет 0,613 (данные: Программа развития ООН).